# 동영천 나들목
동영천 나들목(E.Yeongcheon IC)은 경상북도 영천시 신기동에 설치된 영천상주고속도로의 7번 교차로이다. 나들목 진출입로는 임고면 매호리에 연결되어있다.

## 연혁
- 2012년 4월 4일 : 나들목 신설을 위해 영천시 도시계획시설 교통광장에 신기동 일원을 고시[1]
- 2016년 4월 6일 : 2017년 6월 27일까지 나들목 설치를 위해 영천시 도시계획시설 교통광장 면적 변경[2]
- 2017년 6월 28일 : 상주영천고속도로 개통과 함께 통행 개시[3]

## 구조물 정보
- 위치: 경상북도 영천시 신기동
- 영업소: 경상북도 영천시 포은로 145-30

## 접속하는 도로
- 국가지원지방도 제69호선 (포은로)

## 교통량 정보
| 요금소          | 통행량 (대/일) | 통행량 (대/일) | 통행량 (대/일) | 각주  |
| 요금소          | 2017년         | 2018년         | 2019년         | 각주  |
| --------------- | -------------- | -------------- | -------------- | ----- |
| 동영천 (폐쇄식) | 1,057          | 1,190          | 1,319          | [ 4 ] |